# 拉皮德堂区 (路易斯安那州)
拉皮德堂區（英語：Rapides Parish）是位於美国路易斯安那州中部的一個堂區，面積3,527平方公里。根據2020年美國人口普查，共有人口13萬23人。治所亞歷山德里亞（Alexandria）。該堂區成立於1805年4月10日，是該州最早成立的九個堂區之一；名稱是法语「急流」的意思，指的是雷德河上的急流。